# GeForce 600
A série GeForce 600 é uma série de unidades de processamento gráfico desenvolvidas pela Nvidia, lançadas pela primeira vez em 2012. Elas serviram como introdução da microarquitetura Kepler.

## Visão geral
Onde o objetivo da arquitetura anterior, Fermi, era aumentar o desempenho bruto (particularmente para computação e tesselação), o objetivo da Nvidia com a arquitetura Kepler era aumentar o desempenho por watt, enquanto ainda buscava aumentos de desempenho geral. A principal maneira pela qual a Nvidia alcançou esse objetivo foi por meio do uso de um relógio unificado. Ao abandonar o shader clock encontrado em seus designs de GPU anteriores, a eficiência é aumentada, embora exija mais núcleos para atingir níveis semelhantes de desempenho. Isso não apenas porque os núcleos são mais eficientes em termos de energia (dois núcleos Kepler usando cerca de 90% da energia de um núcleo Fermi, de acordo com os números da Nvidia), mas também porque a redução na velocidade do clock proporciona uma redução de 50% no consumo de energia em aquela área.
Kepler também introduziu uma nova forma de manipulação de textura conhecida como texturas sem ligação. Anteriormente, as texturas precisavam ser vinculadas pela CPU a um slot específico em uma tabela de tamanho fixo antes que a GPU pudesse fazer referência a elas. Isso levou a duas limitações: uma era que, como a tabela tinha um tamanho fixo, só poderia haver tantas texturas em uso ao mesmo tempo quantas pudessem caber nessa tabela (128). A segunda era que a CPU estava fazendo um trabalho desnecessário: ela precisava carregar cada textura e também vincular cada textura carregada na memória a um slot na tabela de vinculação. Com texturas sem ligação, ambas as limitações são removidas. A GPU pode acessar qualquer textura carregada na memória, aumentando o número de texturas disponíveis e removendo a penalidade de desempenho da vinculação.
Finalmente, com o Kepler, a Nvidia conseguiu aumentar o clock da memória para 6 GHz. Para conseguir isso, a Nvidia precisava projetar um controlador de memória e um barramento totalmente novos. Embora ainda esteja aquém da limitação teórica de 7 GHz do GDDR5, isso está bem acima da velocidade de 4 GHz do controlador de memória para Fermi.
Kepler recebeu o nome do matemático, astrônomo e astrólogo alemão Johannes Kepler.

## Arquitetura
A série GeForce 600 contém produtos das antigas gerações Fermi e Kepler de GPUs Nvidia. Os membros baseados em Kepler da série 600 adicionam os seguintes recursos padrão à família GeForce:
- Interface PCI Express 3.0
- DisplayPort 1.2
- Saída de vídeo HDMI 1.4a 4K x 2K
- Aceleração de vídeo por hardware Purevideo VP5 (decodificação de até 4K x 2K H.264)
- Bloco de aceleração de codificação H.264 de hardware (NVENC)
- Suporte para até 4 monitores 2D independentes ou 3 monitores estereoscópicos/3D (NV Surround)
- Multiprocessador de streaming de próxima geração (SMX)
- Um novo agendador de instruções
- Texturas sem encadernações
- Capacidade de computação CUDA 3.0
- GPU Boost
- TXAA
- Fabricado pela TSMC em um processo de 28 nm

### Arquitetura Streaming Multiprocessor (SMX)
A arquitetura Kepler emprega uma nova arquitetura Streaming Multiprocessor chamada SMX. O SMX é o método chave para a eficiência de energia do Kepler, pois toda a GPU usa um único "Core Clock" em vez do "Shader Clock" de bomba dupla. O uso SMX de um único clock unificado aumenta a eficiência de energia da GPU devido ao fato de que dois Kepler CUDA Cores consomem 90% de energia de um Fermi CUDA Core. Consequentemente, o SMX precisa de unidades de processamento adicionais para executar uma dobra completa por ciclo. A Kepler também precisava aumentar o desempenho bruto da GPU para se manter competitiva. Como resultado, dobrou os CUDA Cores de 16 para 32 por array CUDA, 3 CUDA Cores Array para 6 CUDA Cores Array, 1 load/store e 1 SFU group para 2 load/store e 2 SFU group. Os recursos de processamento da GPU também são duplos. De 2 agendadores warp para 4 agendadores warp, 4 unidades de despacho se tornaram 8 e o arquivo de registro dobrou para 64K entradas para aumentar o desempenho. Com a duplicação de unidades de processamento de GPU e recursos aumentando o uso de espaços de matriz, a capacidade do PolyMorph Engine não é dupla, mas aprimorada, Com o Kepler, a Nvidia não trabalhou apenas na eficiência de energia, mas também na eficiência de área. Portanto, a Nvidia optou por usar oito núcleos FP64 CUDA dedicados em um SMX para economizar espaço na matriz, enquanto ainda oferece recursos FP64, já que todos os núcleos Kepler CUDA não são compatíveis com FP64. Com a melhoria que a Nvidia fez no Kepler, os resultados incluem um aumento no desempenho gráfico da GPU enquanto minimiza o desempenho do FP64.

### Um novo agendador de instruções
Áreas de matriz adicionais são adquiridas substituindo o complexo agendador de hardware por um agendador de software simples. Com o agendamento de software, o agendamento de warps foi movido para o compilador da Nvidia e, como o pipeline matemático da GPU agora tem uma latência fixa, agora inclui a utilização de paralelismo em nível de instrução e execução superescalar, além do paralelismo em nível de thread. Como as instruções são agendadas estaticamente, o agendamento dentro de um warp torna-se redundante, pois a latência do pipeline matemático já é conhecida. Isso resultou em um aumento no espaço da área da matriz e na eficiência de energia.

### GPU Boost
O GPU Boost é um novo recurso que é aproximadamente análogo ao turbo boosting de uma CPU. A GPU sempre tem a garantia de funcionar em uma velocidade mínima de clock, conhecida como "relógio base". Essa velocidade de clock é definida para o nível que garantirá que a GPU permaneça dentro das especificações TDP, mesmo com cargas máximas. Quando as cargas são menores, no entanto, há espaço para que a velocidade do clock seja aumentada sem exceder o TDP. Nesses cenários, o GPU Boost aumentará gradualmente a velocidade do clock em etapas, até que a GPU atinja uma meta de energia predefinida (que é 170 W por padrão). Ao adotar essa abordagem, a GPU aumentará ou diminuirá seu clock dinamicamente, de modo que forneça o máximo de velocidade possível enquanto permanece dentro das especificações do TDP.
A meta de energia, bem como o tamanho das etapas de aumento do clock que a GPU levará, são ajustáveis por meio de utilitários de terceiros e fornecem um meio de fazer overclock de placas baseadas em Kepler.

### Suporte Microsoft DirectX
Ambas as placas baseadas em Fermi e Kepler suportam Direct3D 11, ambas também suportam Direct3D 12, embora nem todos os recursos sejam fornecidos pela API.

### TXAA
Exclusivo para GPUs Kepler, o TXAA é um novo método anti-aliasing da Nvidia projetado para implementação direta em mecanismos de jogo. O TXAA é baseado na técnica MSAA e em filtros de resolução personalizados. Seu design aborda um problema-chave em jogos conhecido como shimmering ou aliasing temporal; O TXAA resolve isso suavizando a cena em movimento, certificando-se de que qualquer cena do jogo esteja livre de qualquer aliasing e brilho.

### NVENC
NVENC é o bloco SIP da Nvidia que executa a codificação de vídeo, de maneira semelhante ao Quick Sync Video da Intel e ao VCE da AMD. O NVENC é um pipeline de função fixa com baixo consumo de energia capaz de receber codecs, decodificar, pré-processar e codificar conteúdo baseado em H.264. Os formatos de entrada da especificação NVENC são limitados à saída H.264. Ainda assim, o NVENC, por meio de seu formato limitado, pode realizar codificação em resoluções de até 4096×4096.
Como o Quick Sync da Intel, o NVENC é atualmente exposto por meio de uma API proprietária, embora a Nvidia tenha planos de fornecer o uso do NVENC por meio do CUDA.

### Novos recursos do driver
Nos drivers R300, lançados junto com a GTX 680, a Nvidia introduziu um novo recurso chamado Adaptive VSync. Este recurso destina-se a combater a limitação de v-sync que, quando a taxa de quadros cai abaixo de 60 FPS, há gagueira quando a taxa de v-sync é reduzida para 30 FPS e, em seguida, para outros fatores de 60, se necessário. No entanto, quando a taxa de quadros estiver abaixo de 60 FPS, não há necessidade de v-sync, pois o monitor poderá exibir os quadros à medida que estiverem prontos. Para resolver esse problema (mantendo as vantagens do v-sync em relação ao rasgo da tela), o Adaptive VSync pode ser ativado no painel de controle do driver. Ele ativará o VSync se a taxa de quadros for igual ou superior a 60 FPS, enquanto o desabilitará se a taxa de quadros diminuir. A Nvidia afirma que isso resultará em uma exibição geral mais suave.
Embora o recurso tenha sido lançado junto com a GTX 680, esse recurso está disponível para usuários de placas Nvidia mais antigas que instalam os drivers atualizados.
A Super Resolução Dinâmica (DSR) foi adicionada às GPUs Fermi e Kepler com um lançamento de drivers Nvidia em outubro de 2014. Este recurso visa aumentar a qualidade da imagem exibida, renderizando o cenário em uma resolução maior e mais detalhada (upscaling) e reduzindo-o para corresponder à resolução nativa do monitor (downsampling).

## História
Em setembro de 2010, a Nvidia anunciou pela primeira vez o Kepler.
No início de 2012, surgiram detalhes das primeiras peças integrantes da série 600. Esses membros iniciais eram GPUs de laptop de nível básico provenientes da arquitetura Fermi mais antiga.
Em 22 de março de 2012, a Nvidia revelou a GPU da série 600: a GTX 680 para PCs desktop e a GeForce GT 640M, GT 650M e GTX 660M para notebooks/laptops.
Em 29 de abril de 2012, a GTX 690 foi anunciada como o primeiro produto Kepler dual-GPU.
Em 10 de maio de 2012, a GTX 670 foi oficialmente anunciada.
Em 4 de junho de 2012, a GTX 680M foi oficialmente anunciada.
Em 16 de agosto de 2012, a GTX 660 Ti foi oficialmente anunciada.
Em 13 de setembro de 2012, o GTX 660 e o GTX 650 foram anunciados oficialmente.
Em 9 de outubro de 2012, a GTX 650 Ti foi anunciada oficialmente.
Em 26 de março de 2013, a GTX 650 Ti BOOST foi oficialmente anunciada.

## Produtos

### GeForce série 600 (6xx)

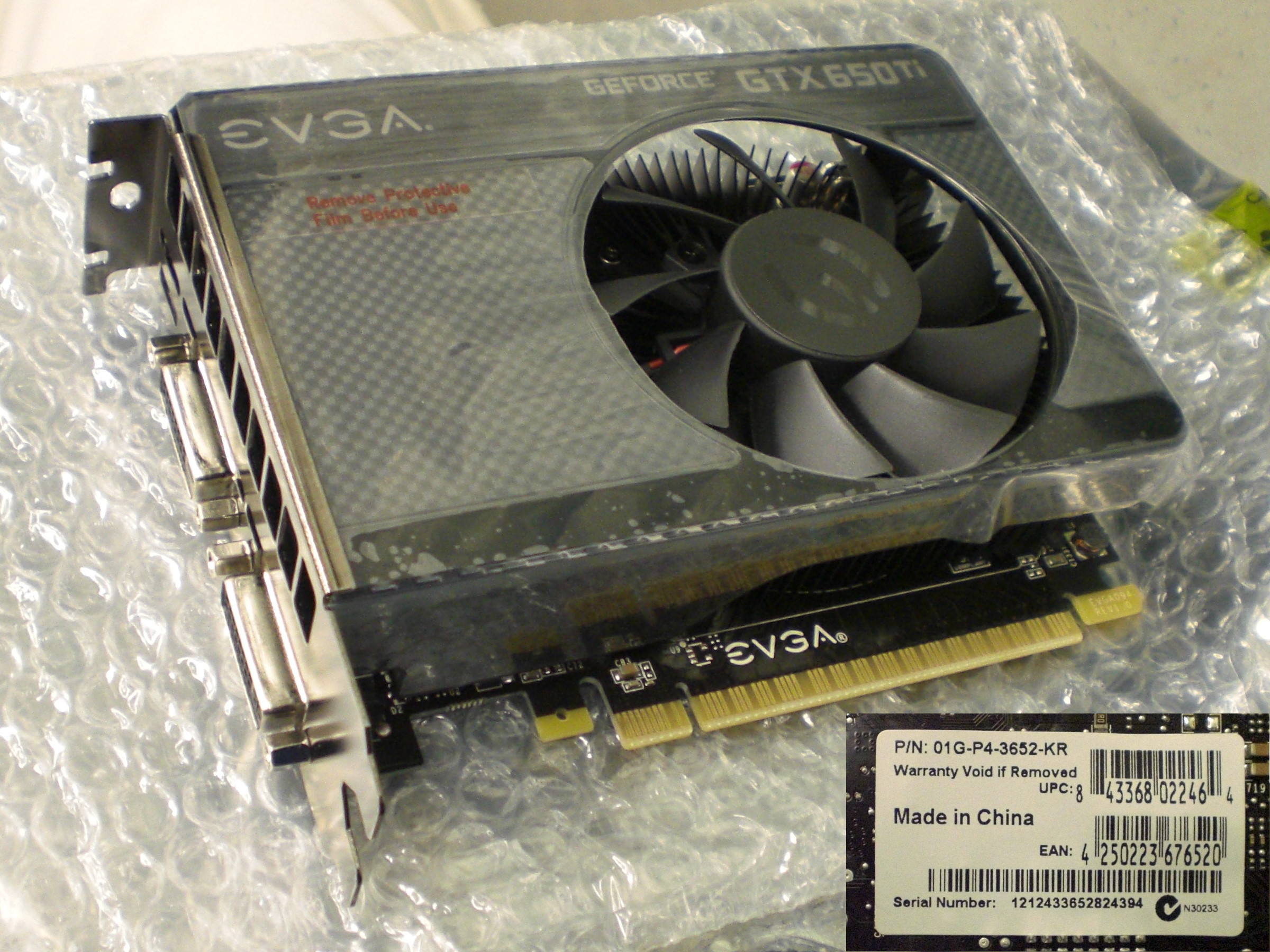
EVGA GeForce GTX 650 Ti

- 1 SPs - Processadores de Shader - Shaders Unificados: Unidades de Mapeamento de Textura: Unidades de Saída de Renderização
- 2 A placa GeForce 605 (OEM) é uma GeForce 510 renomeada.
- 3 A placa GeForce GT 610 é uma GeForce GT 520 renomeada.
- 4 A placa GeForce GT 620 (OEM) é uma GeForce GT 520 renomeada.
- 5 A placa GeForce GT 620 é uma GeForce GT 530 renomeada.
- 6 Esta revisão da placa GeForce GT 630 (DDR3) é uma GeForce GT 440 (DDR3) renomeada.
- 7 A placa GeForce GT 630 (GDDR5) é uma GeForce GT 440 (GDDR5) renomeada.
- 8 A placa GeForce GT 640 (OEM) é uma GeForce GT 545 (DDR3) renomeada.
- 9 A placa GeForce GT 645 (OEM) é uma GeForce GTX 560 SE renomeada.

### GeForce 600M série (6xxM)
A série GeForce 600M para arquitetura de notebooks. O poder de processamento é obtido multiplicando a velocidade do clock do sombreador, o número de núcleos e quantas instruções os núcleos são capazes de executar por ciclo.
- 1 Shaders Unificados: Unidades de Mapeamento de Textura: Unidades de Saída de Renderização

| Modelo             | Lançamento            | Nome do código         | Fab (nm) | interface de Barramento   | Core config1      | taxa de clock | taxa de clock | taxa de clock   | Taxa de preenchimento | Taxa de preenchimento | Memória       | Memória                 | Memória            | Memória                     | Suporte API (versão) | Suporte API (versão) | Suporte API (versão) | Suporte API (versão) | Poder de processamento2 (GFLOPS) | TDP (watts) | Notas                                                        |
| Modelo             | Lançamento            | Nome do código         | Fab (nm) | interface de Barramento   | Core config1      | Core (MHz)    | Shader (MHz)  | Memória (MHz)   | Pixel (GP/s)          | Textura (GT/s)        | Tamanho (MiB) | Largura de banda (GB/s) | Tipo de barramento | Largura do barramento (bit) | DirectX              | OpenGL               | OpenCL               | Vulkan               | Poder de processamento2 (GFLOPS) | TDP (watts) | Notas                                                        |
| ------------------ | --------------------- | ---------------------- | -------- | ------------------------- | ----------------- | ------------- | ------------- | --------------- | --------------------- | --------------------- | ------------- | ----------------------- | ------------------ | --------------------------- | -------------------- | -------------------- | -------------------- | -------------------- | -------------------------------- | ----------- | ------------------------------------------------------------ |
| GeForce 610M       | dezembro de 2011      | GF119 (N13M-GE)        | 40       | PCIe 2.0 x16              | 48:8:4            | 450           | 900           | 1800            | 3.6                   | 7.2                   | 1024 2048     | 14.4                    | DDR3               | 64                          | 12.0 (11_0)          | 4.6                  | 1.1                  | —                    | 142.08                           | 12          | OEM. GT 520MX rebatizado                                     |
| GeForce GT 620M    | abril de 2012         | GF117 (N13M-GS)        | 28       | PCIe 2.0 x16              | 96:16:4           | 625           | 1250          | 1800            | 2.5                   | 10                    | 1024 2048     | 14.4 28.8               | DDR3               | 64 128                      | 12.0 (11_0)          | 4.6                  | 1.1                  | —                    | 240                              | 15          | OEM. Die-Shrink GF108                                        |
| GeForce GT 625M    | outubro de 2012       | GF117 (N13M-GS)        | 28       | PCIe 2.0 x16              | 96:16:4           | 625           | 1250          | 1800            | 2.5                   | 10                    | 1024 2048     | 14.4                    | DDR3               | 64                          | 12.0 (11_0)          | 4.6                  | 1.1                  | —                    | 240                              | 15          | OEM. Die-Shrink GF108                                        |
| GeForce GT 630M    | abril de 2012         | GF108 (N13P-GL) GF117  | 40 28    | PCIe 2.0 x16              | 96:16:4           | 660 800       | 1320 1600     | 1800 4000       | 2.6 3.2               | 10.7 12.8             | 1024 2048     | 28.8 32.0               | DDR3 GDDR5         | 128 64                      | 12.0 (11_0)          | 4.6                  | 1.1                  | —                    | 258.0 307.2                      | 33          | GF108: OEM. rebatizado GT 540M GF117: OEM Die-Shrink GF108   |
| GeForce GT 635M    | abril de 2012         | GF106 (N12E-GE2) GF116 | 40       | PCIe 2.0 x16              | 144:24:24         | 675           | 1350          | 1800            | 16.2                  | 16.2                  | 2048 1536     | 28.8 43.2               | DDR3               | 128 192                     | 12.0 (11_0)          | 4.6                  | 1.1                  | —                    | 289.2 388.8                      | 35          | GF106: OEM. rebatizado GT 555M GF116: 144 Shaders Unificados |
| GeForce GT 640M LE | 22 de março de 2012   | GF108 GK107 (N13P-LP)  | 40 28    | PCIe 2.0 x16 PCIe 3.0 x16 | 96:16:4 384:32:16 | 762 500       | 1524 500      | 3130 1800       | 3 8                   | 12.2 16               | 1024 2048     | 50.2 28.8               | GDDR5 DDR3         | 128                         | 12.0 (11_0)          | 4.6                  | 1.1 1.2              | N/A ?                | 292.6 384                        | 32 20       | GF108: Fermi GK107: Arquitetura Kepler                       |
| GeForce GT 640M    | 22 de março de 2012   | GK107 (N13P-GS)        | 28       | PCIe 3.0 x16              | 384:32:16         | 625           | 625           | 1800 4000       | 10                    | 20                    | 1024 2048     | 28.8 64.0               | DDR3 GDDR5         | 128                         | 12.0 (11_0)          | 4.6                  | 1.2                  | 1.1                  | 480                              | 32          | Arquitetura Kepler                                           |
| GeForce GT 645M    | outubro de 2012       | GK107 (N13P-GS)        | 28       | PCIe 3.0 x16              | 384:32:16         | 710           | 710           | 1800 4000       | 11.36                 | 22.72                 | 1024 2048     | 28.8 64.0               | DDR3 GDDR5         | 128                         | 12.0 (11_0)          | 4.6                  | 1.2                  | 1.1                  | 545                              | 32          | Arquitetura Kepler                                           |
| GeForce GT 650M    | 22 de março de 2012   | GK107 (N13P-GT)        | 28       | PCIe 3.0 x16              | 384:32:16         | 745 835 900*  | 835 950 900*  | 1800 4000 5000* | 11.9 13.4 14.4*       | 23.8 26.7 28.8*       | 1024 2048     | 28.8 64.0 80.0*         | DDR3 GDDR5         | 128                         | 12.0 (11_0)          | 4.6                  | 1.2                  | 1.1                  | 572.2 641.3 691.2*               | 45          | Arquitetura Kepler *                                         |
| GeForce GTX 660M   | 22 de março de 2012   | GK107 (N13E-GE)        | 28       | PCIe 3.0 x16              | 384:32:16         | 835           | 950           | 5000            | 15.2                  | 30.4                  | 2048          | 80.0                    | GDDR5              | 128                         | 12.0 (11_0)          | 4.6                  | 1.2                  | 1.1                  | 729.6                            | 50          | Arquitetura Kepler                                           |
| GeForce GTX 670M   | abril de 2012         | GF114 (N13E-GS1-LP)    | 40       | PCIe 2.0 x16              | 336:56:24         | 598           | 1196          | 3000            | 14.35                 | 33.5                  | 1536 3072     | 72.0                    | GDDR5              | 192                         | 12.0 (11_0)          | 4.6                  | 1.1                  | —                    | 803.6                            | 75          | OEM. rebatizado GTX 570M                                     |
| GeForce GTX 670MX  | outubro de 2012       | GK106 (N13E-GR)        | 28       | PCIe 3.0 x16              | 960:80:24         | 600           | 600           | 2800            | 14.4                  | 48.0                  | 1536 3072     | 67.2                    | GDDR5              | 192                         | 12.0 (11_0)          | 4.6                  | 1.2                  | 1.1                  | 1152                             | 75          | Arquitetura Kepler                                           |
| GeForce GTX 675M   | abril de 2012         | GF114 (N13E-GS1)       | 40       | PCIe 2.0 x16              | 384:64:32         | 620           | 1240          | 3000            | 19.8                  | 39.7                  | 2048          | 96.0                    | GDDR5              | 256                         | 12.0 (11_0)          | 4.6                  | 1.1                  | ?                    | 952.3                            | 100         | OEM. rebatizada GTX 580M                                     |
| GeForce GTX 675MX  | outubro de 2012       | GK106 (N13E-GSR)       | 28       | PCIe 3.0 x16              | 960:80:32         | 600           | 600           | 3600            | 19.2                  | 48.0                  | 4096          | 115.2                   | GDDR5              | 256                         | 12.0 (11_0)          | 4.6                  | 1.2                  | 1.1                  | 1152                             | 100         | Arquitetura Kepler                                           |
| GeForce GTX 680M   | 4 de junho de 2012    | GK104 (N13E-GTX)       | 28       | PCIe 3.0 x16              | 1344:112:32       | 720           | 720           | 3600            | 23                    | 80.6                  | 4096          | 115.2                   | GDDR5              | 256                         | 12.0 (11_0)          | 4.6                  | 1.2                  | 1.1                  | 1935.4                           | 100         | Arquitetura Kepler                                           |
| GeForce GTX 680MX  | 23 de outubro de 2012 | GK104                  | 28       | PCIe 3.0 x16              | 1536:128:32       | 720           | 720           | 5000            | 23                    | 92.2                  | 4096          | 160                     | GDDR5              | 256                         | 12.0 (11_0)          | 4.6                  | 1.2                  | 1.1                  | 2234.3                           | 100+        | Arquitetura Kepler                                           |
| Modelo             | Lançamento            | Nome do código         | Fab (nm) | interface de Barramento   | Core config1      | taxa de clock | taxa de clock | taxa de clock   | Taxa de preenchimento | Taxa de preenchimento | Memória       | Memória                 | Memória            | Memória                     | Suporte API (versão) | Suporte API (versão) | Suporte API (versão) | Suporte API (versão) | Poder de processamento2 (GFLOPS) | TDP (watts) | Notas                                                        |
| Modelo             | Lançamento            | Nome do código         | Fab (nm) | interface de Barramento   | Core config1      | Core (MHz)    | Shader (MHz)  | Memória (MHz)   | Pixel (GP/s)          | Textura (GT/s)        | Tamanho (MiB) | Largura de banda (GB/s) | Tipo de barramento | Largura do barramento (bit) | DirectX              | OpenGL               | OpenCL               | Vulkan               | Poder de processamento2 (GFLOPS) | TDP (watts) | Notas                                                        |

(*)-Apple MacBook Pro Retina 2012

## Tabela de chipsets

### GeForce série 600 (6xx)
| Modelo                   | Lançamento              | Nome do código  | Fab (nm)   | Transistores (Milhões) | Tamanho da matriz (mm2) | interface de Barramento    | contagem de SM | Core config           | Taxa de clock | Taxa de clock     | Taxa de clock   | Taxa de clock | Taxa de clock | Taxa de preenchimento | Taxa de preenchimento | Configuração de memória | Configuração de memória | Configuração de memória | Configuração de memória     | Versão de API suportada | Versão de API suportada | Versão de API suportada | Versão de API suportada | Poder de processamento (GFLOPS) | Poder de processamento (GFLOPS) | TDP (Watts) | Preço de lançamento (USD) |
| Modelo                   | Lançamento              | Nome do código  | Fab (nm)   | Transistores (Milhões) | Tamanho da matriz (mm2) | interface de Barramento    | contagem de SM | Core config           | Core (MHz)    | Boost Médio (MHz) | Max Boost (MHz) | Shader (MHz)  | Memória (MHz) | Pixel (GP/s)          | Textura (GT/s)        | Tamanho (MB)            | largura de banda (GB/s) | Tipo de DRAM            | Largura de barramento (bit) | Vulkan                  | Direct3D                | OpenGL                  | OpenCL                  | precisão única                  | precisão dupla                  | TDP (Watts) | Preço de lançamento (USD) |
| ------------------------ | ----------------------- | --------------- | ---------- | ---------------------- | ----------------------- | -------------------------- | -------------- | --------------------- | ------------- | ----------------- | --------------- | ------------- | ------------- | --------------------- | --------------------- | ----------------------- | ----------------------- | ----------------------- | --------------------------- | ----------------------- | ----------------------- | ----------------------- | ----------------------- | ------------------------------- | ------------------------------- | ----------- | ------------------------- |
| GeForce 605              | 3 de abril de 2012      | GF119           | TSMC 40 nm | 292                    | 79                      | PCIe 2.0 x16               | 1              | 48:8:4                | 523           | —                 | —               | 1046          | 898 (1796)    | 2.09                  | 4.2                   | 512 1024                | 14.4                    | DDR3                    | 64                          | —                       | 12                      | 4.6                     | 1.2                     | 100.4                           | Desconhecido                    | 25          | OEM                       |
| GeForce GT 610           | 15 de maio de 2012      | GF119-300-A1    | TSMC 40 nm | 292                    | 79                      | PCIe 2.0 x16, PCIe x1, PCI | 1              | 48:8:4                | 810           | —                 | —               | 1620          | 1000 1800     | 3.24                  | 6.5                   | 512 1024 2048           | 8 14.4                  | DDR3                    | 64                          | —                       | 12                      | 4.6                     | 1.2                     | 155.5                           | Desconhecido                    | 29          | Retail                    |
| GeForce GT 620           | 3 de abril de 2012      | GF119           | TSMC 40 nm | 292                    | 79                      | PCIe 2.0 x16               | 1              | 48:8:4                | 810           | —                 | —               | 1620          | 898 (1796)    | 3.24                  | 6.5                   | 512 1024                | 14.4                    | DDR3                    | 64                          | —                       | 12                      | 4.6                     | 1.2                     | 155.5                           | Desconhecido                    | 30          | OEM                       |
| GeForce GT 620           | 15 de maio de 2012      | GF108-100-KB-A1 | TSMC 40 nm | 585                    | 116                     | PCIe 2.0 x16               | 2              | 96:16:4               | 700           | —                 | —               | 1400          | 1000–1800     | 2.8                   | 11.2                  | 1024 2048               | 8–14.4                  | DDR3                    | 64                          | —                       | 12                      | 4.6                     | 1.2                     | 268.8                           | Desconhecido                    | 49          | Retail                    |
| GeForce GT 625           | 19 de fevereiro de 2013 | GF119           | TSMC 40 nm | 292                    | 79                      | PCIe 2.0 x16               | 1              | 48:8:4                | 810           | —                 | —               | 1620          | 898 (1796)    | 3.24                  | 6.5                   | 512 1024                | 14.4                    | DDR3                    | 64                          | —                       | 12                      | 4.6                     | 1.2                     | 155.5                           | Desconhecido                    | 30          | OEM                       |
| GeForce GT 630           | 24 de abril de 2012     | GK107           | TSMC 28 nm | 1300                   | 118                     | PCIe 3.0 x16               | 1              | 192:16:16             | 875           | —                 | —               | 875           | 891 (1782)    | 14                    | 14                    | 1024 2048               | 28.5                    | DDR3                    | 128                         | 1.2                     | 12                      | 4.6                     | 1.2                     | 336                             | 14                              | 50          | OEM                       |
| GeForce GT 630           | 15 de maio de 2012      | GF108-400-A1    | TSMC 40 nm | 585                    | 116                     | PCIe 2.0 x16               | 2              | 96:16:4               | 700           | —                 | —               | 1620          | 1600–1800     | 2.8                   | 11.2                  | 1024 2048 4096          | 25.6–28.8               | DDR3                    | 128                         | —                       | 12                      | 4.6                     | 1.2                     | 311                             | Desconhecido                    | 49          | Retail                    |
| GeForce GT 630           | 15 de maio de 2012      | GF108           | TSMC 40 nm | 585                    | 116                     | PCIe 2.0 x16               | 2              | 96:16:4               | 810           | —                 | —               | 1620          | 800 (3200)    | 3.2                   | 13                    | 1024                    | 51.2                    | GDDR5                   | 128                         | —                       | 12                      | 4.6                     | 1.2                     | 311                             | Desconhecido                    | 65          | Retail                    |
| GeForce GT 630           | 29 de maio de 2013      | GK208-301-A1    | TSMC 28 nm | 1020                   | 79                      | PCIe 2.0 x8                | 1              | 384:16:8              | 902           | —                 | —               | 902           | 900 (1800)    | 7.22                  | 14.44                 | 1024 2048               | 14.4                    | DDR3                    | 64                          | 1.2                     | 12                      | 4.6                     | 1.2                     | 692.7                           | Desconhecido                    | 25          |                           |
| GeForce GT 635           | 19 de fevereiro de 2013 | GK208           | TSMC 28 nm | 1020                   | 79                      | PCIe 3.0 x8                | 1              | 384:16:8              | 967           | —                 | —               | 967           | 1001 (2002)   | 7.74                  | 15.5                  | 1024 2048               | 16                      | DDR3                    | 64                          | 1.2                     | 12                      | 4.6                     | 1.2                     | 742.7                           | Desconhecido                    | 35          | OEM                       |
| GeForce GT 640           | 24 de abril de 2012     | GF116           | TSMC 40 nm | 1170                   | 238                     | PCIe 2.0 x16               | 3              | 144:24:24             | 720           | —                 | —               | 1440          | 891 (1782)    | 17.3                  | 17.3                  | 1536 3072               | 42.8                    | DDR3                    | 192                         | —                       | 12                      | 4.6                     | 1.2                     | 414.7                           | Desconhecido                    | 75          | OEM                       |
| GeForce GT 640           | 24 de abril de 2012     | GK107           | TSMC 28 nm | 1300                   | 118                     | PCIe 3.0 x16               | 2              | 384:32:16             | 797           | —                 | —               | 797           | 891 (1782)    | 12.8                  | 25.5                  | 1024 2048               | 28.5                    | DDR3                    | 128                         | 1.2                     | 12                      | 4.6                     | 1.2                     | 612.1                           | 25.50                           | 50          | OEM                       |
| GeForce GT 640           | 5 de junho de 2012      | GK107           | TSMC 28 nm | 1300                   | 118                     | PCIe 3.0 x16               | 2              | 384:32:16             | 900           | —                 | —               | 900           | 891 (1782)    | 14.4                  | 28.8                  | 2048 4096               | 28.5                    | DDR3                    | 128                         | 1.2                     | 12                      | 4.6                     | 1.2                     | 691.2                           | 28.8                            | 65          | $100                      |
| GeForce GT 640           | 24 de abril de 2012     | GK107           | TSMC 28 nm | 1300                   | 118                     | PCIe 3.0 x16               | 2              | 384:32:16             | 950           | —                 | —               | 950           | 1250 (5000)   | 15.2                  | 30.4                  | 1024 2048               | 80                      | GDDR5                   | 128                         | 1.2                     | 12                      | 4.6                     | 1.2                     | 729.6                           | 30.40                           | 75          | OEM                       |
| GeForce GT 640           | 29 de maio de 2013      | GK208-400-A1    | TSMC 28 nm | 1020                   | 79                      | PCIe 2.0 x8                | 2              | 384:16:8              | 1046          | —                 | —               | 1046          | 1252 (5008)   | 8.37                  | 16.7                  | 1024                    | 40.1                    | GDDR5                   | 64                          | 1.2                     | 12                      | 4.6                     | 1.2                     | 803.3                           | Desconhecido                    | 49          |                           |
| GeForce GT 645           | 24 de abril de 2012     | GF114-400-A1    | TSMC 40 nm | 1950                   | 332                     | PCIe 2.0 x16               | 6              | 288:48:24             | 776           | —                 | —               | 1552          | 1914          | 18.6                  | 37.3                  | 1024                    | 91.9                    | GDDR5                   | 192                         | —                       | 12                      | 4.6                     | 1.2                     | 894                             | Desconhecido                    | 140         | OEM                       |
| GeForce GTX 645          | 22 de abril de 2013     | GK106           | TSMC 28 nm | 2540                   | 221                     | PCIe 3.0 x16               | 3              | 576:48:16             | 823.5         | 888.5             | —               | 823           | 1000 (4000)   | 14.16                 | 39.5                  | 1024                    | 64                      | GDDR5                   | 128                         | 1.2                     | 12                      | 4.6                     | 1.2                     | 948.1                           | 39.53                           | 64          | OEM                       |
| GeForce GTX 650          | 13 de setembro de 2012  | GK107-450-A2    | TSMC 28 nm | 1300                   | 118                     | PCIe 3.0 x16               | 2              | 384:32:16             | 1058          | —                 | —               | 1058          | 1250 (5000)   | 16.9                  | 33.8                  | 1024 2048               | 80                      | GDDR5                   | 128                         | 1.2                     | 12                      | 4.6                     | 1.2                     | 812.54                          | 33.86                           | 64          | $110                      |
| GeForce GTX 650          | 27 de novembro de 2013  | GK-106-400-A1   | TSMC 28 nm | 2540                   | 221                     | PCIe 3.0 x16               | 2              | 384:32:16             | 1058          | —                 | 65              | 1058          | 1250 (5000)   | 16.9                  | 33.8                  | 1024 2048               | 80                      | GDDR5                   | 128                         | 1.2                     | 12                      | 4.6                     | 1.2                     | 812.54                          | 33.86                           | ?           |                           |
| GeForce GTX 650 Ti       | 9 de outubro de 2012    | GK106-220-A1    | TSMC 28 nm | 2540                   | 221                     | PCIe 3.0 x16               | 4              | 768:64:16             | 928           | —                 | —               | 928           | 1350 (5400)   | 14.8                  | 59.4                  | 1024 2048               | 86.4                    | GDDR5                   | 128                         | 1.2                     | 12                      | 4.6                     | 1.2                     | 1425.41                         | 59.39                           | 110         | $150 (130)                |
| GeForce GTX 650 Ti Boost | 26 de março de 2013     | GK106-240-A1    | TSMC 28 nm | 2540                   | 221                     | PCIe 3.0 x16               | 4              | 768:64:24             | 980           | 1032              | —               | 980           | 1502 (6008)   | 23.5                  | 62.7                  | 1024 2048               | 144.2                   | GDDR5                   | 192                         | 1.2                     | 12                      | 4.6                     | 1.2                     | 1505.28                         | 62.72                           | 134         | $170 (150)                |
| GeForce GTX 660          | 13 de setembro de 2012  | GK106-400-A1    | TSMC 28 nm | 2540                   | 221                     | PCIe 3.0 x16               | 5              | 960:80:24             | 980           | 1032              | 1084            | 980           | 1502 (6008)   | 23.5                  | 78.4                  | 1536+512 3072           | 96.1+48.1 144.2         | GDDR5                   | 128+64 192                  | 1.2                     | 12                      | 4.6                     | 1.2                     | 1881.6                          | 78.40                           | 140         | $230 (180)                |
| GeForce GTX 660          | 22 de agosto de 2012    | GK104-200-KD-A2 | TSMC 28 nm | 3540                   | 294                     | PCIe 3.0 x16               | 6              | 1152:96:24 1152:96:32 | 823.5         | 888.5             | 899             | 823           | 1450 (5800)   | 19.8                  | 79                    | 1536 2048 3072          | 134                     | GDDR5                   | 192 256                     | 1.2                     | 12                      | 4.6                     | 1.2                     | 2108.6                          | 79.06                           | 130         | OEM                       |
| GeForce GTX 660 Ti       | 16 de agosto de 2012    | GK104-300-KD-A2 | TSMC 28 nm | 3540                   | 294                     | PCIe 3.0 x16               | 7              | 1344:112:24           | 915           | 980               | 1058            | 915           | 1502 (6008)   | 22.0                  | 102.5                 | 2048                    | 96.1+48.1 144.2         | GDDR5                   | 128+64 192                  | 1.2                     | 12                      | 4.6                     | 1.2                     | 2459.52                         | 102.48                          | 150         | $300                      |
| GeForce GTX 670          | 10 de maio de 2012      | GK104-325-A2    | TSMC 28 nm | 3540                   | 294                     | PCIe 3.0 x16               | 7              | 1344:112:32           | 915           | 980               | 1084            | 915           | 1502 (6008)   | 29.3                  | 102.5                 | 2048 4096               | 192.256                 | GDDR5                   | 256                         | 1.2                     | 12                      | 4.6                     | 1.2                     | 2459.52                         | 102.48                          | 170         | $400                      |
| GeForce GTX 680          | 22 de março de 2012     | GK104-400-A2    | TSMC 28 nm | 3540                   | 294                     | PCIe 3.0 x16               | 8              | 1536:128:32           | 1006          | 1058              | 1110            | 1006          | 1502 (6008)   | 32.2                  | 128.8                 | 2048 4096               | 192.256                 | GDDR5                   | 256                         | 1.2                     | 12                      | 4.6                     | 1.2                     | 3090.43                         | 128.77                          | 195         | $500                      |
| GeForce GTX 690          | 29 de abril de 2012     | 2x GK104-355-A2 | TSMC 28 nm | 2x 3540                | 2x 294                  | PCIe 3.0 x16               | 2x 8           | 2x 1536:128:32        | 915           | 1019              | 1058            | 915           | 1502 (6008)   | 2x 29.28              | 2x 117.12             | 2x 2048                 | 2x 192.256              | GDDR5                   | 2x 256                      | 1.2                     | 12                      | 4.6                     | 1.2                     | 2x 2810.88                      | 2x 117.12                       | 300         | $1000                     |
| Modelo                   | Lançamento              | Nome do código  | Fab (nm)   | Transistores (Milhões) | Tamanho da matriz (mm2) | interface de Barramento    | contagem de SM | Core config           | Taxa de clock | Taxa de clock     | Taxa de clock   | Taxa de clock | Taxa de clock | Taxa de preenchimento | Taxa de preenchimento | Configuração de memória | Configuração de memória | Configuração de memória | Configuração de memória     | Versão de API suportada | Versão de API suportada | Versão de API suportada | Versão de API suportada | Poder de processamento (GFLOPS) | Poder de processamento (GFLOPS) | TDP (Watts) | Preço de lançamento (USD) |
| Modelo                   | Lançamento              | Nome do código  | Fab (nm)   | Transistores (Milhões) | Tamanho da matriz (mm2) | interface de Barramento    | contagem de SM | Core config           | Core (MHz)    | Boost Médio (MHz) | Max Boost (MHz) | Shader (MHz)  | Memória (MHz) | Pixel (GP/s)          | Textura (GT/s)        | Tamanho (MB)            | largura de banda (GB/s) | Tipo de DRAM            | Largura de barramento (bit) | Vulkan                  | Direct3D                | OpenGL                  | OpenCL                  | precisão única                  | precisão dupla                  | TDP (Watts) | Preço de lançamento (USD) |

1. 1 2  Shaders Unificados: Unidades de Mapeamento de Textura: Unidades de Saída de Renderização
2. 1 2  Para calcular o poder de processamento veja Kepler (microarquitetura)#Performance, ou Microarquitetura Fermi#Performance.
3. ↑  Vulkan 1.2 é compatível apenas com placas Kepler.[32]
4. ↑  A placa GeForce 605 (OEM) é uma GeForce 510 renomeada.
5. ↑  A placa GeForce GT 610 é uma GeForce GT 520 renomeada.
6. ↑  A placa GeForce GT 620 (OEM) é uma GeForce GT 520 renomeada.
7. ↑  A placa GeForce GT 630 (DDR3, 128 bits, varejo) é uma GeForce GT 430 (DDR3, 128 bits) renomeada.
8. ↑  A placa GeForce GT 630 (GDDR5) é uma GeForce GT 440 (GDDR5) renomeada.
9. ↑  A placa GeForce GT 640 (OEM) GF116 é uma GeForce GT 545 (DDR3) renomeada.
10. ↑  A placa GeForce GT 645 (OEM) é uma GeForce GTX 560 SE renomeada.

## Suporte descontinuado
A Nvidia anunciou que, após a versão 390 dos drivers, não lançará mais drivers de 32 bits para sistemas operacionais de 32 bits.
A Nvidia anunciou que as GPUs de notebook Kepler farão a transição para o suporte legado a partir de abril de 2019 e serão suportadas para atualizações críticas de segurança somente até abril de 2020. Várias GPUs Geforce 6xxM para notebooks foram afetadas por essa mudança, sendo as restantes GPUs Fermi de gama baixa já sem suporte desde janeiro de 2019.
A Nvidia anunciou que, após os drivers da versão 470, faria a transição do suporte de driver para os sistemas operacionais Windows 7 e Windows 8.1 para o status legado e continuaria a fornecer atualizações críticas de segurança para esses sistemas operacionais até setembro de 2024.
A Nvidia anunciou que todas as GPUs de desktop Kepler restantes fariam a transição para o suporte legado a partir de setembro de 2021 e receberiam suporte para atualizações críticas de segurança até setembro de 2024. Todas as GPUs GeForce 6xx restantes seriam afetadas por essa mudança.